# Jean de Wouters
Pour les articles homonymes, voir de Wouters d'Oplinter.
Jean Guy Marie Josef de Wouters d'Oplinter (né en 27 janvier 1905 à Bruxelles; décédé en 22 avril 1973 à Rome) est un inventeur et ingénieur aéronautique belge. Jean de Wouters a breveté plus de trente inventions dont près de vingt sont des inventions liées aux appareils photographiques sous-marins.

## Biographie

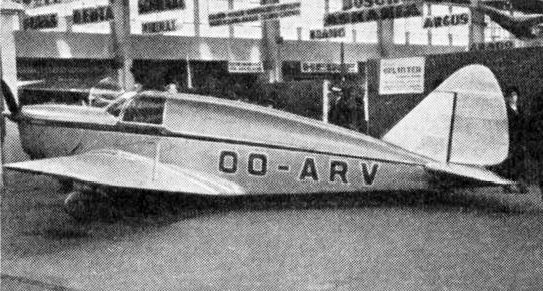
Jean de Wouters d'Oplinter W.4 photo dans la revue L'Aérophile, juin 1937.

Jean de Wouters a travaillé dans le domaine de l'aviation au début de sa vie ; il détient plusieurs brevets pour des améliorations d'avions datant de cette période.
En 1948, Jean de Wouters commence sa première expérience de photographie sous-marine.
Dans les années 1951/1952, Jean de Wouters met au point la photographie couleur sous-marine et la stéréo-photographie pour l'équipe de tournage de Jacques-Yves Cousteau.
Il participe au projet de réalisation de la « soucoupe plongeante 350 » (SP-350) qui commence en 1956 et se termine en 1959 lors de son baptême le 21 juillet 1959 dans le port de Marseille,.
En 1957, il crée un appareil photo sous-marin d'abord appelé PHOT 112 puis Calypso-Phot, qui ne nécessite pas de caisson étanche et qui s'avère très maniable pour le plongeur sous-marin. Les objectifs photographiques interchangeables associés (35 mm / f1:3,5 , 28 mm, 45 mm) ont eux aussi été créés spécifiquement. Cet appareil sera fabriqué par la société Atoms et sera distribué par la société La Spirotechnique à partir de 1960. L'appareil reprend le nom du navire, la Calypso avec lequel de Wouters a effectué des voyages d'études océanographiques notamment en Mer rouge avec Jacques-Yves Cousteau. Il a ensuite été cédé sous licence à la société japonaise Nikon Corporation, où il a pris le nom de Nikonos (vendu pendant un certain temps en Europe sous le nom de Calypso-Nikkor).
Jean de Wouters d'Oplinter est resté environ 15 mois (1964/1965) à Tokyo pour assister les ingénieurs de Nikon.
Il est décédé à Rome en 1973.